# Бланко, Рауль (уругвайский футбольный тренер)
Рауль В. Бланко (исп. Raúl V. Blanco; 7 сентября 1895 — неизвестно) — уругвайский тренер по физподготовке, профессор, футбольный тренер, приведший сборную Уругвая к победе в чемпионате Южной Америки 1935 года.

## Биография
Предположительно, Рауль В. Бланко родился 7 сентября 1895 года в Канелонесе, поскольку в регистрации актов гражданского состояния Уругвая за период с 1879 по 1930 годы есть лишь один человек, соответствующий известным биографическим данным Бланко. Данных о том, что Бланко играл в футбол в Примере Уругвая за какую-либо команду, также не сохранилось.
Бланко был профессором по физической подготовке, возглавлял Спортивную площадку №5 в Монтевидео (Plaza de Deportes de la Unión). В 1927 году Бланко был помощником своего соотечественника Педро Оливьери в тренерском штабе сборной Перу на домашнем чемпионате Южной Америки.
В 1932 году Бланко был назначен главным тренером сборной Уругвая, сменив на этом посту триумфатора чемпионата мира 1930 года Альберто Суппичи. Уже 21 января 1933 года «селесте» сыграла под его руководством первый товарищеский матч и одержала победу со счётом 2:1. В том же году Уругвай провёл ещё два товарищеских матча против «альбиселесте», но их уругвайцы проиграли — 5 февраля в Авельянеде со счётом 1:4, и 14 декабря в Монтевидео 0:1.
В 1934 году Уругвай сыграл ещё два товарищеских матча против Аргентины, однако в реестре ФИФА значится только игра 15 августа, в которой аргентинцы вновь были сильнее гостей — 1:0. В неофициальном матче, сыгранном 18 июля, бала зафиксирована ничья 2:2.
В 1935 году Рауль Бланко привёл сборную Уругвая к победе в чемпионате Южной Америки в столице Перу Лиме. «Селесте» в первой игре 13 января обыграла с минимальным счётом хозяев Судамерикано (1:0), затем 18 января со счётом 2:1 обыграла Чили. В заключительном матче 27 января Уругвай разгромил Аргентину со счётом 3:0.
После триумфа на континентальном уровне Бланко ещё один раз руководил сборной в качестве главного тренера — в товарищеском матче 18 июля его команда сыграла вничью с Аргентиной — 1:1. После этого в сборную Уругвая вернулся Суппичи.
В Уругвае в 1937—1952 годах выходили книги Рауля Бланко, посвящённые правилам и тактике футбола, а также методам физподготовки спортсменов.

## Тренерские титулы
- Чемпион Южной Америки: 1935